# Административное деление Англии
Административно-территориальное деление Англии имеет довольно сложную структуру. Вся территория страны разделена на 9 регионов и 48 церемониальных графств. Церемониальные графства делятся на территории с двухуровневой (графства и районы) и одноуровневой администрацией (унитарные образования). Наконец, на последнем уровне находятся общины.
Современная административная система сложилась в результате последовательных реформ, берущих своё начало с законодательных актов 1965 и 1974 годов.
| региональный уровень (regional level)   | 9 регионов                                     | 9 регионов                                     | 9 регионов                                     | 9 регионов                | 9 регионов                |
| наместнический уровень (географический) | 48 церемониальных графств                      | 48 церемониальных графств                      | 48 церемониальных графств                      | 48 церемониальных графств | 48 церемониальных графств |
| уровень графств (county level)          | 6 городов-графств (метропольных графств)       | 27 неметрополитенских графств (широв)          | 55 унитарных образований                       | Большой Лондон            | Большой Лондон            |
| районный уровень (district level)       | 36 городских районов (боро)                    | 201 район                                      | 55 унитарных образований                       | 32 района Лондона         | Лондонский Сити           |
| общинный уровень (parish level)         | 10473 общины (адм. прихода) — часть территории | 10473 общины (адм. прихода) — часть территории | 10473 общины (адм. прихода) — часть территории |                           |                           |

## Регионы

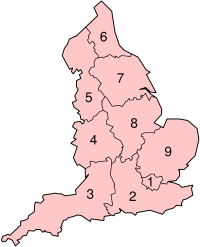
Регионы Англии

Регионы (англ. Regions, или Government Office Regions) — административно-территориальные единицы верхнего уровня в Англии. Каждый регион включает одну или несколько единиц уровня графств. Деление на регионы было введено в 1994 г. правительством Джона Мейджора. Список:
1. Большой Лондон
2. Юго-Восточная Англия
3. Юго-Западная Англия
4. Западный Мидленд
5. Северо-Западная Англия
6. Северо-Восточная Англия
7. Йоркшир и Хамбер
8. Восточный Мидленд
9. Восточная Англия

## Наместнический уровень

Церемониальные графства Англии

Церемониальные графства (англ. Ceremonial counties) — обиходное название британских наместничеств (англ. Lieutenancy area) на территории Англии (официально это название нигде не закреплено). Наместничество — это территория, для которой назначается лорд-наместник (Lord Lieutenant), почётный представитель британского монарха. Церемониальные графства не выполняют административных функций. Однако число и границы этих графств достаточно стабильны и поэтому этот уровень часто используется для географической привязки (а сами графства могут называться географическими), например, при определении границ избирательных округов. В настоящее время в Англии насчитывается 48 церемониальных графств. Хотя границы церемониальных графств практически всегда проходят по границам регионов, есть и некоторые несовпадения.

## Уровень графств
Административные графства делятся на несколько типов, в зависимости от преобладающего типа поселений (только городские или нет) и от наличия дальнейшего деления на районы (с двухуровневой (графства и районы) и одноуровневой администрацией (унитарные образования). На основе соотношения этих параметров выделяются четыре типа единиц уровня графства:
- 6 городов-графств (метропольные графства; Metropolitan counties) — преимущественно городские территории без собственных органов власти, большинство полномочий делегировано районным советам;
- 27 неметрополитенских графств (ширы, двухуровневые неметропольные графства; Non-metropolitan county/Shire county) — двухуровневые территории, имеющие органы власти как на уровне графства, так и на районном уровне;
- 56 унитарных образований (унитарные единицы, УО; Unitary authorities) — территории с одноуровневой администрацией, совмещающей в себе администрацию графства и района[4];
  - в том числе острова Силли — особое унитарное образование, часть полномочий делящее с УО Корнуолла;
- Большой Лондон — особое образование, делящееся на 32 района Лондона (боро) и Лондонский Сити (является отдельным церемониальным графством).

неметрополитенские графства и унитарные образования вместе называются неметропольными графствами.
Число унитарных образований постепенно увеличивается, либо путём выделения отдельных районов из состава графства, либо путём объединения всех районов графства в один.

## Районный уровень
На районном уровне Англия делится на 326 административных единиц следующих типов:
- 68 городских районов (муниципальные/метропольные районы);
  - 32 района Лондона (англ. London borough);
  - 36 районов других городов-графств (англ. Metropolitan borough);
- 201 (неметрополитенский) район (англ. Non-metropolitan district);
- Лондонский Сити;
- 56 унитарных образований (унитарные единицы, УО), которые одновременно являются и графствами.

Кроме того некоторые районы (как городские, так и нет) могут иметь следующие почётные статусы:
- сити (англ. city) — в Англии 50;
- королевское боро (англ. royal borough) — 3;
- боро (англ. borough) — около 190.

## Общинный уровень
Значительная часть районов и унитарных образований Англии поделено на общины (англ. Civil parish, букв. «административный приход») — самый низший уровень административного деления. По данным на декабрь 2009 года, в Англии существовало 10473 общины, и их число постепенно увеличивается.
Общины охватывают лишь 35 % населения, из-за того что большая часть городов (где сосредоточено большинство населения Англии) не имеет общинного деления. В частности ни одной общины нет в Большом Лондоне, хотя с 2008 года такая возможность официально существует.
По решению общинного совета община может именоваться town (город), village (деревня), neighbourhood (округа, квартал) или community (община). Кроме того, несколько общин имеют статус большого города (сити, city), дарованный королём Великобритании.